# Vuelta al Táchira 2005
Die 40. Vuelta al Táchira fand vom 8. bis zum 21. Januar 2005 in Venezuela statt. Das Straßenradrennen wurde in vierzehn Etappen über eine Distanz von 1800 Kilometern ausgetragen. Es gehörte zur UCI America Tour 2005 und war dort in die Kategorie 2.2 eingestuft.
Gesamtsieger wurde der Venezolaner José Rujano vom Selle Italia-Colombia vor seinen Landsmännern José Chacón und Carlos Maya (beide Loteria del Táchira). Rujano eroberte das Trikot erstmals auf der sechsten Etappe, um es dann wieder an José Chacón zu verlieren. Doch im Zeitfahren am vorletzten Tage holte er sich die Gesamtführung zurück und verteidigte sie auch auf der Schlussetappe. Rujano sicherte sich zugleich auch die Bergwertung, während Chacón die Punktewertung für sich entschied. Rujano wiederholte mit dem Sieg seinen Vorjahreserfolg bei der Vuelta al Táchira.

## Teilnehmer
Am Start standen Teams aus Kolumbien, Kuba, Chile, Mexiko und Venezuela, darunter zwei Nationalmannschaften. Insgesamt nahmen fünfzehn Mannschaften teil.
| Selle Italia-Colombia Loteria del Táchira Kuba Nationalmannschaft | Trujillo CTD Cafe Flor Patria Mexico Tecos Bono del Ciclismo Indenorte                                  | Triple Gordo Gob Lara Alc Jimenez Ejercito PDVSA Gob Barinas Cadela Chile Nationalmannschaft |
| Exp Occid Alc Kino Táchira Gobierno del Zulia                     | Exp Occid Alc S Cbal Retromaq B Gobierno Inmeder Alc Cpo Elias Merida Gobierno del Zulia Alc de Cabimas |                                                                                              |

## Etappen
| Etappe | Tag        | Start–Ziel                                     | km    | Etappensieger     | Gesamtführender |
| ------ | ---------- | ---------------------------------------------- | ----- | ----------------- | --------------- |
| 1.     | 8. Januar  | Rundkurs Maracaibo Straße des 5. Juli          | 136,5 | Manuel Guevara    | Manuel Guevara  |
| 2.     | 9. Januar  | Maracaibo – Ciudad Ojeda                       | 137,7 | Gil Cordobés      | Manuel Guevara  |
| 3.     | 10. Januar | Rundkurs Valera                                | 178,1 | Rónald González   | Manuel Guevara  |
| 4.     | 11. Januar | Caja Seca – Tovar                              | 149   | César Salazar     | Manuel Guevara  |
| 5.     | 12. Januar | San Josecito – San Juan de Colón               | 149,4 | Jackson Rodríguez | Manuel Guevara  |
| 6.     | 13. Januar | Rundkurs El Vigía – Mérida                     | 121,2 | José Rujano       | José Rujano     |
| 7.     | 14. Januar | Santa Cruz de Mora – La Grita                  | 155,3 | José Rujano       | José Rujano     |
| 8.     | 15. Januar | Seboruco – Cerro del Cristo Rey                | 132,2 | José Chacón       | José Rujano     |
| 9.     | 16. Januar | Rundkurs San Cristóbal                         | 115,2 | César Salazar     | José Chacón     |
| 10.    | 17. Januar | San Rafael de El Piñal – Santa Ana del Táchira | 176,8 | Nelson Gelvez     | José Chacón     |
| 11.    | 18. Januar | Rundkurs Rubio                                 | 128   | Rónald González   | José Chacón     |
| 12.    | 19. Januar | Táriba – San Juan de Colón                     | 120,2 | Juan Torres       | José Chacón     |
| 13.    | 20. Januar | Einzelzeitfahren San Cristóbal                 | 22    | José Rujano       | José Rujano     |
| 14.    | 21. Januar | Periceba – San Cristóbal                       | 131   | Carlos Maya       | José Rujano     |